# Ancala africana
Ancala africana es una especie de mosca del género Ancala ,de la familia Tabanidae, orden Diptera. Fue descrita por Gray en 1832.
Es sinónimo de Tabanus fenestratus Walker, 1850. Se distribuye por África: Sudán, Namibia, Botsuana, Zimbabue, Malaui, Sudáfrica, Kenia, Angola, Congo, Nigeria y Mozambique.